# Frigorífico Lisandro de la Torre

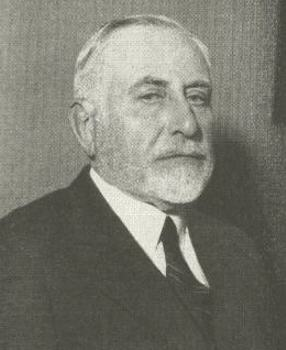
El frigorífico lleva el nombre de Lisandro de la Torre porque fue él quien se opuso rotundamente al Pacto Roca-Runciman, que daba prioridades a frigoríficos extranjeros.

El frigorífico Lisandro de la Torre fue una empresa estatal de faenado bovino fundada en 1923, ubicada en el barrio de Mataderos (el barrio, también conocido como "la Nueva Chicago", se llama así precisamente porque hay varios frigoríficos y mataderos), fundada por el entonces presidente Marcelo Torcuato de Alvear como empresa municipal de la Ciudad de Buenos Aires, e inaugurada en 1930, durante la intendencia de José Luis Cantilo. Fue creado con la intención de acabar con los manejos que existían por partes de los frigoríficos ingleses y estadounidenses.
El frigorífico fue transferido al gobierno nacional en 1950 y vuelto a transferir a la Municipalidad de Buenos Aires en 1956. En 1959 el presidente Arturo Frondizi decidió su privatización, pero debido a que no hubo interesados en comprarlo, el gobierno se lo cedió a la Corporación Argentina de Productores de Carne (CAP). En 1974 fue nuevamente estatizado y se constituyó una comisión investigadora para establecer las responsabilidades en los hechos de corrupción. La dictadura asumida en 1976 dejó sin efecto la investigación y mandó demolerlo en 1979.
Su nombre original fue Frigorífico y Matadero Municipal de Liniers. En 1957 recibió el nombre de Lisandro de la Torre, senador argentino que en la década de 1930 fue un fervientes opositor al Pacto Roca-Runciman y los manejos corruptos de los frigoríficos privados.

## Historia

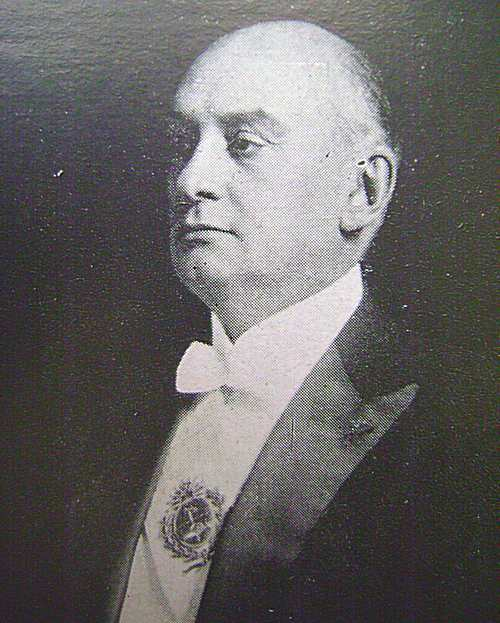
Prediciendo los manejos que iban a dar los frigoríficos con capitales extranjeros, el presidente Marcelo T. de Alvear mando a construir un gran frigorífico nacional.

### Antecedentes: competencia de capitales extranjeros
A partir del año 1920 se registró un grandísimo aumento en las inversiones extranjeras provenientes de los Estados Unidos, se realizaron a través de varias empresas, entre ellas estaban las relacionadas con la distribución y producción de energía, las de bienes de consumo, y con la industria frigorífica.
Esta "invasión" repentina de capitales estadounidenses provocó una competencia con los capitales ingleses, aquella rivalidad se vio reflejada en áreas tales como los transportes (entre los productos automotores exportados de Estados Unidos y los ferrocarriles ingleses). Pero también se agudizó la competencia con empresas frigoríficas vinculadas con estos dos países en la denominada guerra de carnes. Estos conflictos llevaron al deterioro de las relaciones con Gran Bretaña.
Aunque estos acontecimientos empezaron en aquel año, ya en 1923 se podía predecir estos problemas, ya que la crisis por la Primera Guerra Mundial se estaba terminando y las inversiones de las empresas extranjeras radicadas en Argentina aumentarían.

### Fundación
En 1923, el presidente Marcelo Torcuato de Alvear decide crear el Frigorífico Nacional de la Capital Federal y el Depósito de Distribuidores de Carne, para satisfacer el consumo de carne a la población de Buenos Aires. El 28 de diciembre de 1923, el Consejo Deliberante ordenó ceder al Gobierno Nacional los terrenos comprendidos entre avenida Campana (actual Eva Perón), Coronel Cárdenas, Merlo y Tellier (actual Lisandro de la Torre) bajo la condición de que el frigorífico funcionara en no menos de dos años y abasteciera  el mercado de la ciudad. En 1926 se aprobó la construcción de un matadero lindante al frigorífico. Los proyectos de licitación no prosperaron hasta 1927 hasta que ganó el proyecto de la GEOPE (Compañía General de Obras Públicas) por 7.300.000 pesos moneda nacional, una compañía de capitales alemanes.
Su construcción comenzó ese mismo año y demandó 14 meses. Constaba de cuatro pisos además de una planta baja con rampas de acceso para vacunos y ovinos, en tanto los cerdos tenían montacargas especiales. En 1929 se habilitan las obras y al año siguiente se inició las operaciones. En 1942 se realizan mejoras para el funcionamiento de los corrales, el matadero y el frigorífico añadiendo un mercado de concentración de carnes en las calles José E. Rodó y Murguiondo. 
El 25 de abril de 1950 el presidente Juan Domingo Perón dispuso por Decreto N.º 9993/50 transferir el frigorífico al Estado nacional, bajo la órbita del Ministerio de Hacienda, denominándolo “Frigorífico y Mercado Municipal de Hacienda de la Ciudad de Buenos Aires".
La dictadura autodenominada Revolución Libertadora dispuso volver a transferir el frigorífico a la Municipalidad de la Ciudad de Buenos Aires, mediante Decreto N.º 11.142/1956, y pasó a denominarse "Mercado Municipal de Hacienda de la Ciudad de Buenos Aires y Frigorífico Municipal de la Ciudad de Buenos Aires". 
En enero de 1957 el intendente dictó un nuevo decreto disponiendo que el Mercado Municipal de Hacienda y el Frigorífico Municipal integrarán un solo organismo al que se denominó “Frigorífico y Mercado Municipal de Hacienda de la Ciudad de Buenos Aires”. El 11 de septiembre de 1957 el intendente Bergalli dictó el Decreto N° 9612, imponiéndole el nombre de Lisandro de la Torre.

### La toma de 1959 y su cierre

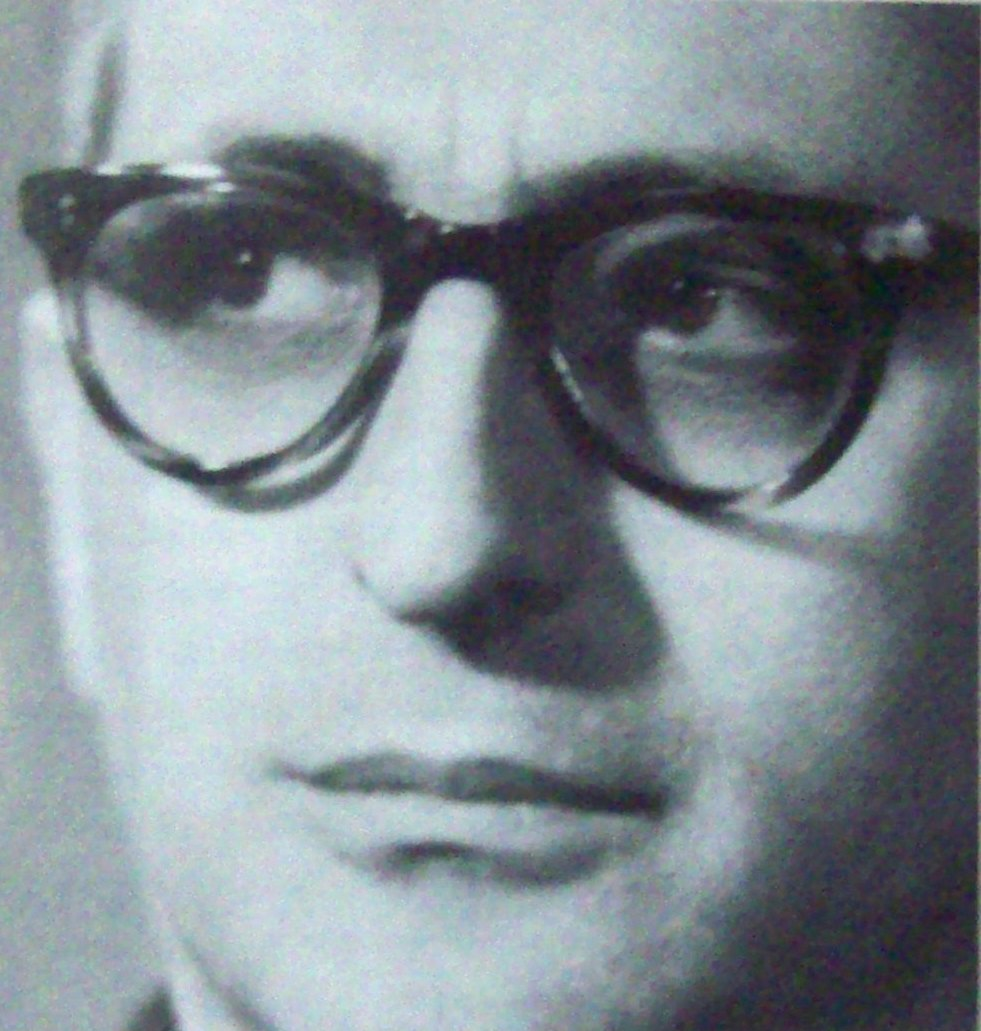
El presidente Arturo Frondizi vendió el frigorífico con la intención de aliviar los gastos por parte del Estado, producto de las estatizaciones del gobierno peronista.

El 1 de mayo de 1958 asumía el gobierno Arturo Frondizi, en un marco de un país con una economía muy debilitada. Una de las primeras medidas del nuevo gobierno fue recortar gastos. Entre ellos, estaba la venta del frigorífico Lisandro de la Torre, por medio de la ley de privatización, sancionada el 14 de enero de 1959, medida resistida con una lucha histórica por los trabajadores y la población, que fue derrotada. La venta fracasó debido a que no hubo interesados. Por ese motivo el Sindicato de la Carne propuso que fuera entregado en autogestión a los trabajadores, pero el gobierno rechazó la propuesta sindical, y se lo entregó a la Corporación Argentina de Productores de Carne (CAP).
La reacción de los obreros del frigorífico ante el peligro de despidos no se hizo esperar. Los nueve mil obreros ocuparon el establecimiento, para evitar la venta. El 15 de enero empezó la toma. Al poco tiempo, en horas de la madrugada del 17 de enero, los obreros fueron sorprendidos con 1500 efectivos policiales, Gendarmería y el Ejército, con el apoyo de cuatro tanques de guerra, uno de ellos destruyó las puertas del frigorífico. Justo en ese momento, el presidente emprendía el primer viaje de un jefe de Estado argentino a los Estados Unidos.
Cinco mil trabajadores fueron despedidos.
A pesar de controlar la huelga a lo largo de 1959 se perdieron dos millones de jornadas laborales como consecuencia de las acciones directas de los gremios, y al año siguiente, la respuesta oficial fue poner en marcha el Plan CONINTES (Conmoción Interna del Estado) por el cual miles de trabajadores resultaron movilizados de forma coercitiva.
Restablecida la democracia en 1973, al año siguiente el Congreso Nacional sancionó la Ley N.º 20.755 restituyendo el frigorífico al Estado y designando una Comisión Investigadora del Frigorífico Nacional, para que reuniera información sobre las características del despojo y los eventuales responsables.
La dictadura asumida en 1976, autodenominada Proceso de Reorganización Nacional, dispuso paralizar la investigación y en 1979 mandó demoler del edificio. En ese lugar se construyó luego el parque Juan Bautista Alberdi.